# قوشابلاغ علیا
قوشابلاغ علیا، روستایی از توابع بخش مرکزی شهرستان چالدران در استان آذربایجان غربی ایران است.این روستا در محور چالدران- قره ضیاالدین قرار گرفته و زبان مردم این روستا ترکی آذری است 

## جمعیت
این روستا در دهستان ببه‌جیک قرار دارد و براساس سرشماری مرکز آمار ایران در سال ۱۳۸۵، جمعیت آن ۳۵۱ نفر (۶۲ خانوار) بوده‌است.